# Сульфат железа(III)
Сульфат железа(III) (лат. Ferrum sulfuricum oxydatum) — неорганическое химическое соединение, соль, химическая формула — {\displaystyle {\mathsf {Fe_{2}(SO_{4})_{3}}}}.Это негорючее соединение считается токсичным, вредным при проглатывании и может вызвать серьезное повреждение глаз и раздражение кожи. Сульфат железа(III) может вызывать коррозию некоторых металлов. Имеет сильнокислый вкус

## Физические свойства
Безводный сульфат железа(III) — светло-жёлтые парамагнитные очень гигроскопичные кристаллы моноклинной сингонии, пространственная группа P21/m, параметры элементарной ячейки a = 0,8296 нм, b = 0,8515 нм, c = 1,160 нм, β = 90,5°, Z = 4.
Есть данные, что безводный сульфат железа образовывает орторомбическую и гексагональную модификации.
Растворим в воде, трудно растворим в этаноле.
Из воды кристаллизуется в виде кристаллогидратов Fe2(SO4)3·n H2O, где n = 12, 10, 9, 7, 6, 4, 3, 1.
Наиболее изученный кристаллогидрат — нонагидрат сульфата железа(III) Fe2(SO4)3·9H2O — жёлтые гексагональные кристаллы, параметры элементарной ячейки a = 1,085 нм, c = 1,703 нм, Z = 4.
Хорошо растворяется в воде (440 г на 100 г воды).
В водных растворах сульфат железа(III) из-за гидролиза приобретает красно-коричневый цвет.
С аммиаком образует аддукт вида Fe2(SO4)3·n NH3, где n = 8, 12.
При нагревании нонагидрат превращается при 98 °C в тетрагидрат, при 125 °C — в моногидрат и при 175 °C — в безводный Fe2(SO4)3, который выше 600 °C разлагается на Fe2O3 и SO3.

## Нахождение в природе
Минералогическая форма сульфата железа(III) — микасаит (англ. mikasaite), смешанный сульфат железа-алюминия. Его химическая формула — (Fe3+, Al3+)2(SO4)3. Этот минерал содержит безводную форму сульфата железа, поэтому встречается в природе очень редко. Гидратированные формы встречаются чаще, например:
- Кокимбит (англ. coquimbite) — Fe2(SO4)3·9H2O — нонагидрат — наиболее распространённая в природе форма.

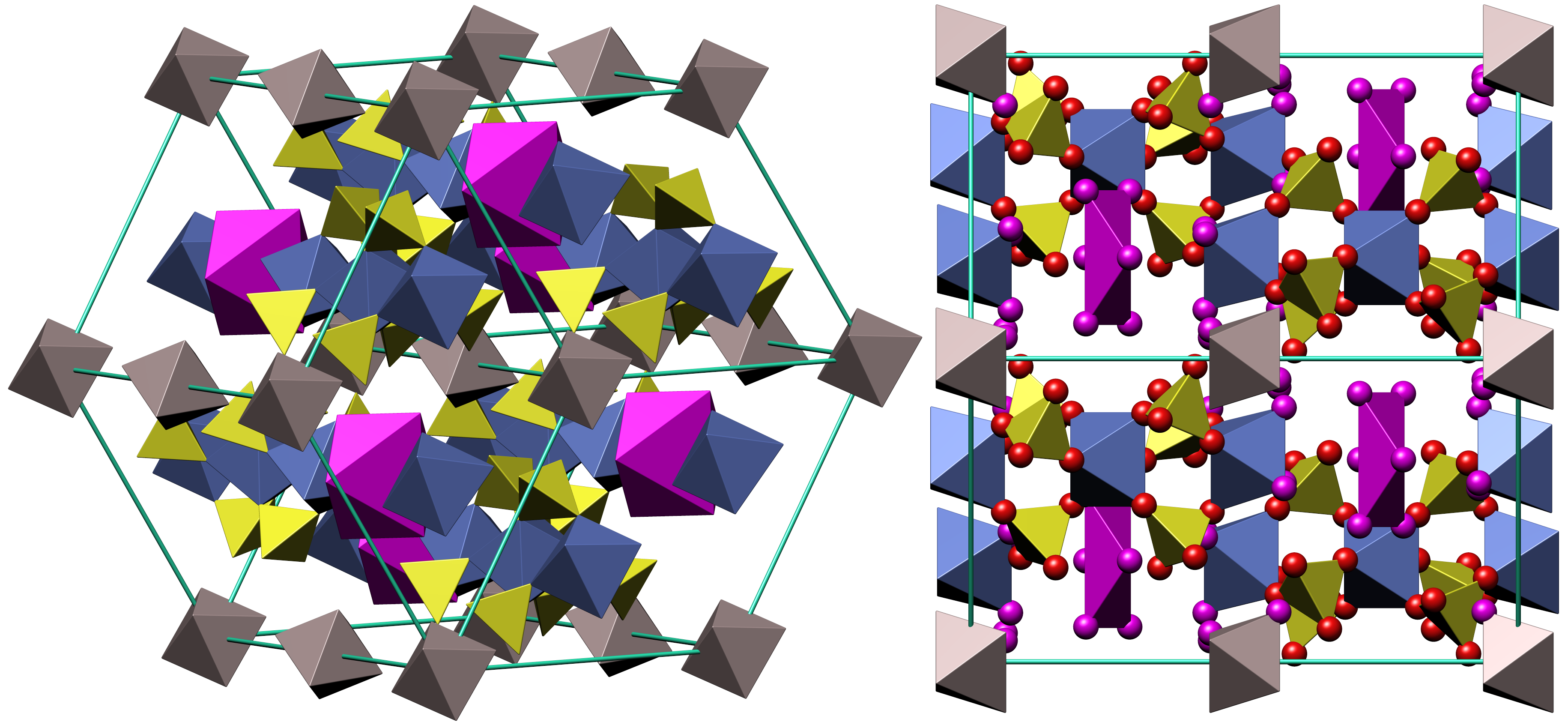
Кристаллическая структура кокимбита

- Паракокимбит (англ. paracoquimbite) — другой нонагидрат — редкая форма.
- Корнелит (англ. kornelite) — гептагидрат — и куэнстедтит (англ. quenstedtite) — декагидрат — тоже встречаются редко.
- Лаусенит (англ. lausenite) — гекса- или пентагидрат (самостоятельность этого минерала под вопросом).

Все перечисленные выше природные гидраты железа на поверхности Земли нестабильны. Но их запасы постоянно пополняются благодаря окислению других минералов (в основном пирита и марказита).

### Марс
Сульфат железа и ярозит были обнаружены двумя марсоходами: «Спирит» и «Оппортьюнити». Эти вещества являются признаком сильных окислительных условий на поверхности Марса. В мае 2009 года «Спирит» застрял, когда ехал по мягкому грунту планеты и наехал на залежи сульфата железа, скрытые под слоем обычного грунта. Вследствие того, что сульфат железа имеет очень низкую плотность, марсоход застрял настолько глубоко, что часть его корпуса коснулась поверхности планеты.

## Получение
В промышленности сульфат железа(III) получают прокаливанием пирита или марказита с NaCl на воздухе:
{\displaystyle {\mathsf {2FeS_{2}+2NaCl+8O_{2}\longrightarrow Fe_{2}(SO_{4})_{3}+Na_{2}SO_{4}+Cl_{2}}}}
или растворяют оксид железа(III) в серной кислоте:
{\displaystyle {\mathsf {Fe_{2}O_{3}+3H_{2}SO_{4}\longrightarrow Fe_{2}(SO_{4})_{3}+3H_{2}O}}}
В лабораторной практике сульфат железа(III) можно получить из гидроокиси железа(III):
{\displaystyle {\mathsf {2Fe(OH)_{3}+3H_{2}SO_{4}\longrightarrow Fe_{2}(SO_{4})_{3}+6H_{2}O}}}
Препарат той же чистоты можно получить окислением сульфата железа(II) азотной кислотой:
{\displaystyle {\mathsf {2FeSO_{4}+H_{2}SO_{4}+2HNO_{3}\longrightarrow Fe_{2}(SO_{4})_{3}+2NO_{2}+2H_{2}O}}}
также окисление можно провести кислородом или оксидом серы:
{\displaystyle {\mathsf {12FeSO_{4}+3O_{2}\longrightarrow 4Fe_{2}(SO_{4})_{3}+2Fe_{2}O_{3}}}}
{\displaystyle {\mathsf {2FeSO_{4}+2SO_{3}\longrightarrow Fe_{2}(SO_{4})_{3}+SO_{2}}}}
Концентрированные серная и азотная кислоты окисляют сульфид железа до сульфата железа(III):
{\displaystyle {\mathsf {2FeS+H_{2}SO_{4}+18HNO_{3}\longrightarrow Fe_{2}(SO_{4})_{3}+18NO_{2}\uparrow +10H_{2}O}}}
Дисульфид железа можно окислить концентрированной серной кислотой:
{\displaystyle {\mathsf {2FeS_{2}+14H_{2}SO_{4}\longrightarrow Fe_{2}(SO_{4})_{3}+15SO_{2}\uparrow +14H_{2}O}}}
Сульфат-аммоний железа(II) (соль Мора) также можно окислить дихроматом калия. Вследствие данной реакции выделятся сразу четыре сульфата — железа(III), хрома(III), аммония и калия, и вода:
{\displaystyle {\mathsf {6Fe(NH_{4})_{2}(SO_{4})_{2}+7H_{2}SO_{4}+K_{2}Cr_{2}O_{7}\longrightarrow }}}
{\displaystyle {\mathsf {Fe_{2}(SO_{4})_{3}+Cr_{2}(SO_{4})_{3}+6(NH_{4})_{2}SO_{4}+K_{2}SO_{4}+7H_{2}O}}}
Сульфат железа(III) можно получить как один из продуктов термического разложения сульфата железа(II):
{\displaystyle {\mathsf {6FeSO_{4}{\xrightarrow {~T~}}Fe_{2}(SO_{4})_{3}+2Fe_{2}O_{3}+3SO_{2}}}}
Ферраты с разбавленной серной кислотой восстанавливаются до сульфата железа(III):
{\displaystyle {\mathsf {4K_{2}FeO_{4}+10H_{2}SO_{4}{\xrightarrow {~~}}2Fe_{2}(SO_{4})_{3}+3O_{2}\uparrow +4K_{2}SO_{4}+10H_{2}O}}}
При нагревании пентагидрата до температуры 70—175 °C получается безводный сульфат железа(III):
{\displaystyle {\mathsf {Fe_{2}(SO_{4})_{3}\cdot \ 5H_{2}O{\xrightarrow {70-175^{o}C}}Fe_{2}(SO_{4})_{3}+5H_{2}O}}}
Сульфат железа(II) можно окислить триоксидом ксенона:
{\displaystyle {\mathsf {XeO_{3}+3H_{2}SO_{4}+6FeSO_{4}\longrightarrow 3Fe_{2}(SO_{4})_{3}+Xe\uparrow \ +3H_{2}O}}}

## Химические свойства
Сульфат железа(III) в водных растворах подвергается сильному гидролизу по катиону, при этом раствор окрашивается в красновато-коричневый цвет:
{\displaystyle {\mathsf {Fe[(H_{2}O)_{6}]^{3+}+H_{2}O\rightleftarrows Fe[(H_{2}O)_{5}(OH)]^{2+}+H_{3}O^{+};~~~~~~p{\mathit {K}}=2,17}}}
{\displaystyle {\mathsf {Fe[(H_{2}O)_{5}(OH)]^{2+}+H_{2}O\rightleftarrows Fe[(H_{2}O)_{4}(OH)_{2}]^{+}+H_{3}O^{+};~~~~~~p{\mathit {K}}=3,26}}}
{\displaystyle {\mathsf {[2Fe(H_{2}O)_{6}]^{3+}+2H_{2}O\rightleftarrows [Fe_{2}(H_{2}O)_{8}(OH)_{2}]^{4+}+2H_{3}O^{+};~~~~~~p{\mathit {K}}=2,91}}}
Горячая вода или пар разлагают сульфат железа(III):
{\displaystyle {\mathsf {Fe_{2}(SO_{4})_{3}+2H_{2}O{\xrightarrow {100^{o}C}}2FeSO_{4}(OH)\downarrow +H_{2}SO_{4}}}}
Безводный сульфат железа(III) при нагревании разлагается:
{\displaystyle {\mathsf {Fe_{2}(SO_{4})_{3}{\xrightarrow {500-700^{o}C}}Fe_{2}O_{3}+3SO_{3}}}}
{\displaystyle {\mathsf {2Fe_{2}(SO_{4})_{3}{\xrightarrow {900-1000^{o}C}}2Fe_{2}O_{3}+6SO_{2}+3O_{2}}}}
Растворы щелочей разлагают сульфат железа(III), продукты реакции зависят от концентрации щёлочи:
{\displaystyle {\mathsf {Fe_{2}(SO_{4})_{3}+2NaOH\longrightarrow 2FeSO_{4}(OH)\downarrow +Na_{2}SO_{4}}}}
{\displaystyle {\mathsf {Fe_{2}(SO_{4})_{3}+6NaOH\longrightarrow 2FeO(OH)\downarrow +3Na_{2}SO_{4}+2H_{2}O}}}
Если с щёлочью взаимодействует эквимолярный раствор сульфатов железа(III) и железа(II), то в результате получится сложный оксид железа:
{\displaystyle {\mathsf {Fe_{2}(SO_{4})_{3}+FeSO_{4}+8NaOH\longrightarrow Fe_{3}O_{4}\downarrow +4Na_{2}SO_{4}+4H_{2}O}}}
Активные металлы (такие как магний, цинк, кадмий, железо) восстанавливают сульфат железа(III):
{\displaystyle {\mathsf {Fe_{2}(SO_{4})_{3}+Mg\longrightarrow 2FeSO_{4}+MgSO_{4}}}}
Некоторые сульфиды металлов (например, меди, кальция, олова, свинца, ртути) в водном растворе восстанавливают сульфат железа(III):
{\displaystyle {\mathsf {CuS+Fe_{2}(SO_{4})_{3}\longrightarrow 2FeSO_{4}+CuSO_{4}+S}}}
С растворимыми солями ортофосфорной кислоты образует нерастворимый фосфат железа(III) (гетерозит):
{\displaystyle {\mathsf {Fe_{2}(SO_{4})_{3}+2NaH_{2}PO_{4}\longrightarrow Na_{2}SO_{4}+2H_{2}SO_{4}+2FePO_{4}\downarrow }}}

## Использование
- Как реактив при гидрометаллургической переработке медных руд.
- Как протрава при окраске тканей.
- При дублении кожи.
- Для декапирования нержавеющих аустенитных сталей, сплавов золота с алюминием.
- Как флотационный регулятор для уменьшения плавучести руд.
- В медицине используется в качестве вяжущего и кровоостанавливающего средства.
- В химической промышленности как окислитель и катализатор.